# Raymond Kurzweil
Raymond Kurzweil, Ray Kurzweil (Queens, New York, 1948. február 12. –) amerikai feltaláló, író. Az optikai karakterfelismerés, szöveg-beszéd szintézis, beszédfelismerés és az elektronikus billentyűs hangszerek úttörője. Több könyve jelent meg egészség, mesterséges intelligencia, transzhumanizmus és technológiai szingularitás témakörökben.

## Élete, találmányai, díjak
Kurzweil New York Queens városrészében nőtt fel. A sci-fi irodalom nagy rajongója volt fiatalon. 12 évesen kezdett el számítógépprogramokat írni. 1965-ben 17 évesen szerepelt a CBS televíziócsatorna „I’ve got a secret” (Van egy titkom) című műsorában, melyben egy zongoradarabot adott elő, amelyet a saját építésű számítógépe komponált. 1968-ban adta el az első vállalkozását, amely középiskolásoknak ajánlott felsőoktatási intézményt egy 200 kérdésből álló kérdőív alapján. 1970-ben kapott főiskolai (B.Sc.) diplomát az MIT-n „humán és mérnöki tárgyak” szakon.
Kurzweil volt a fő fejlesztője az első olyan karakterfelismerő rendszernek, amely többféle karakterkészletet is fel tudott ismerni. Szintén az ő nevéhez fűződik az első, vakok számára készült szövegfelolvasó gép, az első CCD síkágyas szkenner, az első szöveg-beszéd szintetizátor, az első elektronikus hangszer, amely képes volt a zongora és más szimfonikus hangszerek hangjainak a reprodukciójára és az az első, kereskedelmi forgalomban kapható beszédfelismerő rendszer. Kilenc vállalkozást alapított a karakterfelismerés, a zene szintézis, beszédfelismerés, olvasás technológia, virtuális valóság, üzleti befektetés, gyógyszer szimuláció, és kibernetikus művészet területeken.
2002-ben beiktatták az Egyesült Államokbeli Találmányügyi Hivatal (United States Patent and Trademark Office) híres feltalálók nemzeti listájába (National Inventors Hall of Fame). Megkapta az Egyesült Államok legnagyobb, $500 000 értékű feltalálási és újítási díját, a Lemelson-MIT díjat és az 1999-es nemzeti technológiai medált (National Medal of Technology), az USA legmagasabb technológiai díját.
Több más díjat is kapott, köztük a Dickinson-díjat, ami a Carnegie Mellon University legmagasabb tudományos díja, az év mérnöke díjat a Design News újságtól, az év feltalálója díjat az MIT-től 1998-ban, a legkiemelkedőbb könyv a számítógép-tudományban díjat 1990-ben az Amerikai Kiadók Szövetségétől (Association of American Publishers) és a Grace Murray Hopper-díjat a Szövetség a Számítástechnikai Berendezésekérttől (Association for Computing Machinery). Tizenegy tiszteletbeli doktori címet kapott és három amerikai elnök tüntette ki.
Kurzweil elektromos billentyűs hangszer vállalkozása a Kurzweil Music Systems jelenleg is az egyike a legvalósághűbb és legfejlettebb szintetikus hangokat előállító hangszereket gyártó vállalatoknak. Ezt a vállalkozását az 1990-es évek elején adta el Young Chang koreai zongoragyártónak. 2007-ben visszatért a vállalathoz, mint stratégiai vezető. Ezután jelentek meg a PC3, és az SP szériájú hangszerek.
Kurzwail inspirálta a S1m0ne című film cselekményét, amikor létrehozta saját női alteregóját, Ramonát.
2005-ben Bill Gates, a Microsoft elnöke Kurzweil-t a „a mesterséges intelligencia jövőjét legjobban megjósoló” személynek nevezte.

## Transzhumanizmus és jövőkutatás

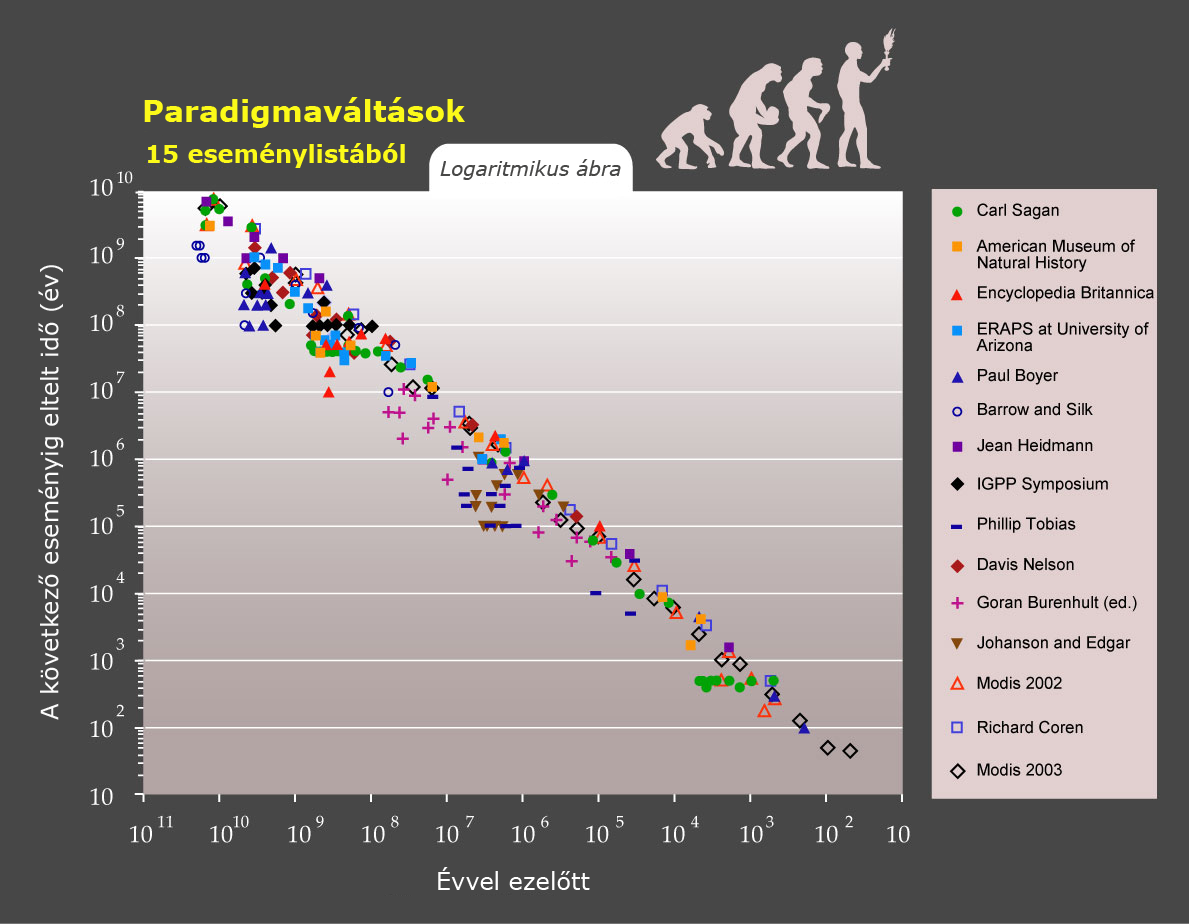
A grafikon az emberi történelem kulcsfontosságú eseményei között eltelt idő logaritmusát ábrázolja, az exponenciális vízszintes időtengelyen. Az események 15 különböző listából lettek összesítve melyeket többek között Carl Sagan, Paul D. Boyer, az Encyclopedia Britannica, az American Museum of Natural History és a University of Arizona gyűjtött. Az ábrát Raymond Kurzweil állította össze.

A gyorsuló eredmények törvénye (The Law of Accelerating Returns) című, 2001-ben megjelent esszéjében Kurzweil a Moore-törvény általánosítását fogalmazta meg, amely sokak számára komoly érvet jelentett a Szingularitás várható valószínű bekövetkezése mellett. A Moore törvény egy exponenciális növekedési mintát ír le az integrált áramkörök összetettségében. Kurzweil ezt a mintát úgy bővítette ki, hogy az érvényes az integrált áramkörök megjelenése előtti és a jövőben megjelenő technológiákra egyaránt. Leírja, hogy amint egy technológia megközelíti a lehetőségei határait, egy új technológia jelenik meg, ami lehetővé teszi a folyamatosan gyorsuló fejlődést. Azt jósolja, hogy ahogy közelebb kerülünk a Szingularitáshoz, ezek a paradigmaváltások egyre gyakoribbak lesznek. Kurzweil úgy hiszi, hogy a Moore-törvény által leírt exponenciális növekedés folytatódni fog az integrált áramkörök utáni technológiákban, és a folyamat végül a Szingularitáshoz vezet:
„A technológia történelmének elemzése rámutat arra, hogy a technológiai változás exponenciális szemben a jelenlegi 'intuitív-lineáris' nézetekkel. Ezért a 21. században nem 100 évnyi, hanem – a jelenlegi ütemmel – 20 000 évnyi fejlődést fogunk megtapasztalni. A fejlődés haszna, eredményei is, mint a chipsebesség és költséghatékonyság szintén exponenciálisan fognak növekedni. Még az exponenciális növekedés is exponenciálisan fog változni. Pár évtizeden belül a gépi intelligencia meg fogja haladni az emberi intelligenciát, és ez a Szingularitáshoz fog vezetni: olyan gyors és alapvető technológiai változásokhoz, amely szakadást fog létrehozni az emberi történelemben. Az esemény következményei olyan, jelenleg elképzelhetetlen jelenségek lesznek, mint a biológiai és nem-biológiai intelligencia keveredése, halhatatlan, szoftver alapú emberek, végül pedig egy hihetetlenül magas szintű intelligencia, amely fénysebességgel terjed az univerzumban.”
Kurzweil a halhatatlanság elérését lehetővé tehető technológiák lelkes szószólója. Szerinte nanorobotok segítségével az emberi test bármeddig karbantartható lesz. Mivel ezek a robotok még nem léteznek, azt ajánlja, hogy „250 fajta kiegészítővel, 8-10 pohár vízzel, és 10 csésze zöld teával” tartsuk karban magunkat a feltalálásukig.
2004 decemberében Kurzweil csatlakozott a Szingularitás Intézmény (Singularity Institute for Artificial Intelligence) tanácsadó testületéhez.
A Google 2012 decemberében felvette Kurzweilt teljes munkaidős alkalmazottai közé, aki műszaki igazgatóként a gépi tanulás és a nyelvfeldolgozás területén dolgozik. A Google társalapítója Larry Page és Kurzweil egy mindössze egyetlen mondatot tartalmazó munkaköri leírásban állapodtak meg: tegye lehetővé a Google számára a természetes nyelv megértését.

## Könyvei
- Az intelligens gépek kora (The Age of Intelligent Machines) (1990)
- A 10%-os megoldás az egészséges élethez (The 10% Solution for a Healthy Life) (1994)
- A spirituális gépek kora: Amikor a számítógépek túllépnek az emberi intelligencián (The Age of Spiritual Machines: When Computers Exceed Human Intelligence) (2000)
- Fantasztikus utazás: Élj elég sokat ahhoz, hogy örökké élhess (Fantastic Voyage: Live Long Enough to Live Forever) (2004)
- A szingularitás küszöbén (The Singularity Is Near: When Humans Transcend Biology) (2005, magyarul: 2013)
- Hogyan alkossunk elmét? (How to Create a Mind. The Secret of Human Thought Revealed) (2012, magyarul 2022)

Kurzweil a társszerzője a 2002-ben megjelent Spirituális gépek lennénk?: Ray Kurzweil szemben az erős MI kritikusaival (Are We Spiritual Machines?: Ray Kurzweil vs. the Critics of Strong A.I.) című könyvnek. Szintén ő írta a 2003-ban megjelent Virtuális emberek (Virtual Humans) című mesterséges személyiségekkel foglalkozó könyv bevezetőjét, és együttműködött az Our Lady Peace nevű kanadai együttessel Spirituális gépek (Spiritual Machines) című albumuk elkészítésében.

### Magyarul
- A szingularitás küszöbén. Amikor az emberiség meghaladja a biológiát; Ad Astra, Bp., 2013
- Hogyan alkossunk elmét? Az emberi gondolkodás titkainak nyomában; ford. Nagy Balázs, Pallas Athéné, Bp., 2022

### Angolul
- Hivatalos életrajz
- Machine Dreams Archiválva 2006. augusztus 10-i dátummal a Wayback Machine-ben (Gépi álmok) – CIO Magazine interjú
- KurzweilAI.net – Honlapja, több könyve ingyen letölthető
- Részletes hivatalos életrajz
- Robot Wars – Nature interjú, 2005. február 8.
- Interjú a The Singularity is Near c. könyvéről – Instapundit, 2005. szeptember 2.